# إيفان فيليبوفيتش (لاعب كرة قدم)
إيفان فيليبوفيتش(بالكرواتية: Ivan Filipović) (من مواليد 13 نوفمبر 1994) هو لاعب كرة قدم محترف كرواتي يلعب كحارس مرمى لنادي باريس.